# メアリ (象)
メアリ（Mary、生年不明 - 1916年9月13日）は、メスのアジアゾウである。メアリの死については、しばしば20世紀早期のサーカスにおける動物虐待の典型として取り上げられている。メアリは飼育係を死亡させたという理由で「絞首刑」に処された。

## 事件
メアリは重量5トンのメス象で、チャールズ・H・スパークス（Charles H. Sparks）の「ワールド・フェイマス・ショー」（World Famous Show）サーカスで飼育されていた。
1916年9月11日に、ウォルター・「レッド」・エルドリッジ（Walter "Red" Eldridge）は、象の調教助手としてサーカスに雇われた。翌日の夕方、テネシー州キングスポートで、メアリを池に連れて行こうとしたエルドリッジは死亡した。
エルドリッジの死因については、いくつかの記録がある。その中で一番受け容れられている説は、メアリがスイカに齧り付こうとしている最中に、エルドリッジがその耳の後ろにフックを引っ掛けて突いたというものである。メアリは怒って暴れ、鼻でエルドリッジの身体を捕まえて水のみ台にぶつけてから、念入りに彼の頭をその足で踏み潰してしまった。
事件の余波についての詳細は、新聞の扇情的な報道や民間伝承などによって混乱している。多くの記事では、メアリはその後落ち着きを取り戻し、「象を殺せ!」と叫ぶ群衆に突っかかるようなことはしなかったと記録されている。地元のある鍛冶職人は、メアリを殺そうとして銃を20回以上発射したが、ほとんど効果がなかった。
新聞は「人殺しのメアリ」（Murderous Mary）を大々的に報道し、メアリが過去にも数人の飼育係を殺した上、当時その大きさで有名だったサーカスの象「ジャンボ」よりもさらに巨大だと煽り立てた。「ワールド・フェイマス・ショー」サーカスは近隣の市や町の有力者達から「メアリがいるなら興行を許さない」と脅され、この厄介な事態の解決のためにサーカス団長のスパークスは公共の場でメアリを殺すことに渋々同意した。

## 処刑
翌日、メアリは鉄道でテネシー州アーウィン（en:Erwin, Tennessee）に移送された。アーウィンでは、街に住むほとんどの子供たちを含む2,500人以上の群衆がクリンチフィールド鉄道（en:Clinchfield Railroad）の操車場に集まっていた。
メアリは首に鎖を巻きつけられ、台車に乗せられた起重機で吊り上げられた。一度目は鎖が切れてしまい、メアリは落下して腰を打撲しただけだった。この落下に驚いて、多くの子供たちが逃げ出してしまった。傷ついたメアリに二度目の「絞首刑」が行われ、メアリは死んだ。メアリの死体は、線路のそばに埋葬されたという。